# Dênis Marques
Dênis Marques do Nascimento, besser bekannt als Dênis Marques, (* 22. Februar 1981 in Maceió) ist ein ehemaliger brasilianischer Fußballspieler.

## Karriere
Der Stürmer begann seine Karriere beim Verein Mogi Mirim EC, bei welchem er für drei Jahre unter Vertrag stand, unter anderem während der Weltmeisterschaft 2001. Zwei Jahre später wechselte er zum saudi-arabischen Verein al Salmiya Club. Der Verein wollte den Spieler kaufen, doch Denis bevorzugte den brasilianischen Verein Athletico Paranaense, welcher ihn für etwa 700.000 Dollar kaufte. Beim Verein war er in der Reserve, weil bereits zwei andere Spieler Stürmer waren. Eine Auseinandersetzung mit Dagoberto und dem Verein gewann Marques und konnte so  sechs Tore bei der Staatsmeisterschaft von Paraná schießen. Dadurch wurde er Torschützenkönig. 2007 nahm er das Angebot eines japanischen Vereins an und wechselte zu Ōmiya Ardija, bei welchem er bis 2008 unter Vertrag stand. Nach der Saison suchte er wieder einen neuen Vertrag und wechselte zum brasilianischen Verein Flamengo Rio de Janeiro. mit dem Klub gewann er 2009 die nationale Meisterschaft. Nach einem Unfall im Jahr 2010 pausierte er für 18 Monate.
Im Februar 2012 kehrte er wieder zurück und unterzeichnete einen Vertrag beim Verein Santa Cruz FC. Sein Debüt gab er am 8. Februar 2012 bei der Staatsmeisterschaft von Pernambuco. Der Verein gewann schließlich mit insgesamt 26 Toren die Staatsmeisterschaft. Zuletzt stand er 2014 bei dem Verein ABC Natal unter Vertrag.

## Erfolge
Athletico Paranaense
- Staatsmeisterschaft von Paraná: 2005

Flamengo
- Campeonato Brasileiro de Futebol: 2009

Santa Cruz FC
- Staatsmeisterschaft von Pernambuco: 2012, 2013
- Série C: 2013

## Auszeichnungen
- Staatsmeisterschaft von Pernambuco: Bester Angreifer 2012, 2013
- Staatsmeisterschaft von Pernambuco: Bester Spieler 2013

## Torschützenkönig
- Staatsmeisterschaft von Paraná (2005) (Athletico Paranaense)
- Copa do Brasil: 2007 5 Tore (Botafogo FR), 2011 5 Tore (Athletico Paranaense)
- Staatsmeisterschaft von Pernambuco 15 Tore (2012)(Santa Cruz FC)
- Série C 11 Tore (2012) (Santa Cruz FC)